# Richard Johnston (Politikwissenschaftler)
Richard Johnston (* 30. August 1948) ist ein kanadischer Politikwissenschaftler und emeritierter Professor der University of British Columbia (UBC). Er amtierte 2007/08 als Präsident der Canadian Political Science Association (CPSA).

## Leben
Nach einem Bachelor-Examen 1970 an der University of British Columbia ging Johnston an die Stanford University, wo er 1972 einen Master-Abschluss machte und 1976 zum Ph.D. promoviert wurde. Anschließend war er ein Jahr Assistant Professor an der University of Toronto und kehrte dann an die UBC zurück, dort war er nacheinander Assistant Professor, Associate Professor und seit 1988 Full Professor. 2020 wurde er emeritiert. Johnston war zudem Gastprofessor in an der Harvard University und der University of Pennsylvania.
2025 wurde Johnston zum Mitglied der American Academy of Arts and Sciences gewählt.
Seine Forschungen umfassen drei Hauptbereiche:
- Wahlsysteme, Parteiensysteme und Parteien in Kanada und den Vereinigten Staaten
- die Untersuchung der Wirkung von Wahlkampagnen,
- Soziales Kapital, Vielfalt und der Wohlfahrtsstaat.